# جامدادی

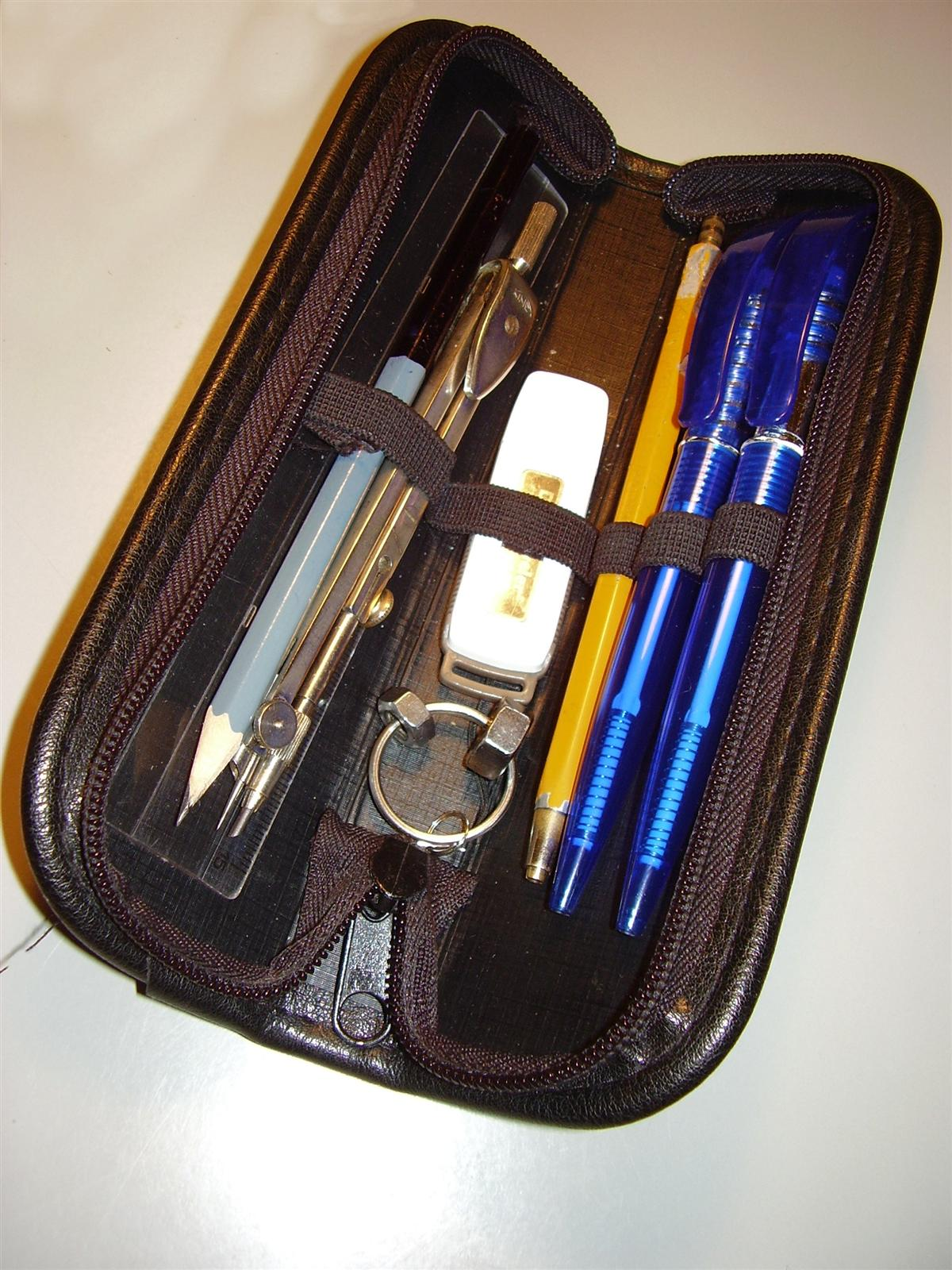
جامدادی

جامدادی کیف کوچکی است که در آن ابزار نوشتاری از جمله خط‌کش، پاک کن، خودکار، مداد، ماژیک و... را می گذارند و اغلب با زیپ باز و بسته می‌شود. همچنین به‌وسیلهٔ رومیزی و لیوان‌مانندی که در آن ابزار نوشتاری را می‌گذارند، جامدادی گفته می‌شود.

## جامدادی فلزی
برخی از جامدادی‌ها فلزی هستند. در این نوع جامدادی‌ها یک تراش (معمولا در زیر) قرار دارد. همچنین به در‌های مجزا برای جای‌گذاری نوشت‌افزاز متصل هستند که اکثر این درها با دکمه‌های روی جامدادی باز می‌شوند.